# 傾斜測試

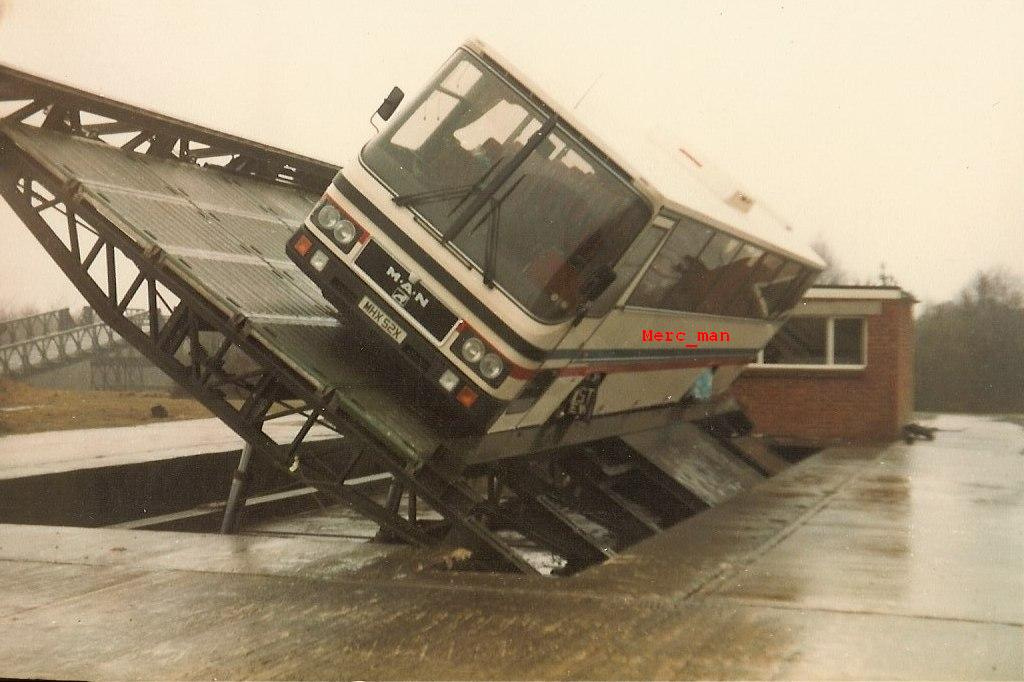
英國的一輛巴士正在進行傾斜測試。

傾斜測試（英語：Tilt Test）是監管機構要求每一款新巴士所作的安全測試。傾斜測試對於巴士的安全十分重要，因為如果一部巴士在拐彎時翻倒，可能會造成人命傷亡。傾斜測試的設計在於試出巴士的靜態翻側極限，如果一輛巴士符合傾斜測試的合格標準，即該巴士以正常速度拐彎時應該沒問題。
在香港，新巴士可以接受車輛檢驗之前，必須申請一張車輛類型核准証明書，該証明書的其中一項要求是通過傾斜測試；要注意的是，每一款新型號巴士中只需要其中一部接受車輛類型核准測驗即可。

## 合格標準
香港運輸署的要求與英國測試標準相同。就雙層巴士而言，其合格標準是28度，即傾斜台將巴士傾側至與水平成28度。如果巴士不翻倒的話，就是通過測試。如果是單層巴士的話，其合格標準是35度。單層巴士的合格標準較雙層巴士嚴格的原因是單層巴士的重心比較低，它應該可以更加傾斜而不會翻倒。

## 測試細項
測試將會模擬車輛重心最惡劣的情況，即是雙層巴士的上層坐滿乘客，而下層除了巴士司機外，沒有任何乘客。因此接受測試的雙層巴士上層（U/S，即Upper Saloon）放了相等於坐滿乘客重量的鉛板，而下層只在司機座位上放置了相等於一個人重量的鉛板，用來模擬巴士重心最高時的情況。每塊鉛板的重量為57公斤，約相當於一個成年人的體重。
傾斜測試需要做兩次，即巴士的左邊與右邊（英文簡稱N/S即Near Side，O/S即Off Side），只要其中一次巴士出現翻倒情況都不合格。因此，巴士轉左彎與右彎的情況都可以模擬出來。

## 外部連結
- . 運輸署.   [2012年7月15日]. （原始内容存档于2012年7月16日）. 第4章：巴士檢驗
- . 香港巴士論壇. 2008-09-25.